# Brian Salcido
Brian Michael Salcido (* 14. April 1985 in Hermosa Beach, Kalifornien) ist ein ehemaliger US-amerikanischer Eishockeyspieler, der im Verlauf seiner aktiven Karriere zwischen 2003 und 2018 unter anderem annähernd 200 Spiele für SaiPa Lappeenranta und JYP Jyväskylä in der finnischen (SM-)Liiga auf der Position des Verteidigers bestritten hat. Darüber hinaus absolvierte Salcido über 300 weitere Partien in der American Hockey League (AHL) und verbrachte zwei Spielzeiten beim ERC Ingolstadt in der Deutschen Eishockey Liga (DEL).

## Karriere
Brian Salcido begann seine Karriere als Eishockeyspieler in der Mannschaft des Colorado College, für die er von 2003 bis 2006 parallel zu seinem Studium im Spielbetrieb der National Collegiate Athletic Association (NCAA) aktiv war. In dieser Zeit wurde er im NHL Entry Draft 2005 in der fünften Runde als insgesamt 141. Spieler von den Mighty Ducks of Anaheim aus der National Hockey League (NHL) ausgewählt.
Nachdem der Verteidiger von 2006 bis 2008 für deren damaliges Farmteam aus der American Hockey League (AHL), die Portland Pirates, gespielt hatte, gab Salcido am 20. Februar 2009 im Spiel bei den Detroit Red Wings sein Debüt für das mittlerweile in Anaheim Ducks umbenannte Franchise in der NHL. Einen Tag später steuerte in der Partie bei den Columbus Blue Jackets seine erste Vorlage in der NHL bei. Den Rest der Spielzeit verbrachte der gebürtige Kalifornier bei Anaheims neuem AHL-Farmtean, den Iowa Chops. In der Saison 2009/10 wurde Salcido von den Ducks bei den Manitoba Moose in AHL eingesetzt, bevor er im Sommer 2010 nach Europa wechselte.
Dort wurde der US-Amerikaner vom HC Sparta Prag unter Vertrag genommen und absolvierte 23 Spiele für Sparta in der tschechischen Extraliga. Im November desselben Jahres wurde sein Vertrag aufgelöst und Salcido wechselte zu SaiPa Lappeenranta in die finnische SM-liiga, wo er bis 2013 spielte. In der Saison 2013/14 stand der Defensivspieler zunächst bei Amur Chabarowsk in der Kontinentalen Hockey-Liga (KHL) unter Vertrag, wurde aber schon im November 2013 entlassen. Im Januar 2014 fand der Linksschütze im finnischen Erstligisten JYP Jyväskylä einen neuen Klub, für den er bis zum Saisonende aktiv war. Anschließend kehrte er zu SaiPa zurück und absolvierte dort in der Spielzeit 2014/15 mit insgesamt 35 Scorerpunkten seine punktebeste Saison in Europa, was ihn zum offensivstärksten Verteidiger in der Liga machte. Im Mai 2015 wechselte Salcido zum ERC Ingolstadt in die Deutsche Eishockey Liga (DEL). Dort war er zwei Spielzeiten aktiv. Nach der Saison 2017/18, die Salcido bei Tingsryds AIF in der zweitklassigen schwedischen HockeyAllsvenskan verbracht hatte, beendete der 33-Jährige im Sommer 2018 seine aktive Karriere.

## Erfolge und Auszeichnungen
- 2006 WCHA Second All-Star Team
- 2008 Teilnahme am AHL All-Star Classic
- 2008 AHL Second All-Star Team
- 2009 Teilnahme am AHL All-Star Classic

## Karrierestatistik
(Legende zur Spielerstatistik: Sp oder GP = absolvierte Spiele; T oder G = erzielte Tore; V oder A = erzielte Assists; Pkt oder Pts = erzielte Scorerpunkte; SM oder PIM = erhaltene Strafminuten; +/− = Plus/Minus-Bilanz; PP = erzielte Überzahltore; SH = erzielte Unterzahltore; GW = erzielte Siegtore; 1 Play-downs/Relegation; Kursiv: Statistik nicht vollständig)